# Dendrochilum asperum
Dendrochilum asperum är en orkidéart som beskrevs av Louis Otho Otto Williams. Dendrochilum asperum ingår i släktet Dendrochilum och familjen orkidéer. Inga underarter finns listade i Catalogue of Life.